# Susan Golden
Pour les articles homonymes, voir Golden.
Susan Golden, née en 1957 à Pine Bluff en Arkansas aux États-Unis, est une biologiste américaine.

## Biographie
Dès son jeune âge, elle désire devenir écrivaine. Elle s'inscrit en journalisme à l'Université du Mississippi pour femme (MUW). Voyant qu’elle n'aurait pas un grand avenir avec cet emploi, elle décide d'aller faire des études en biologie et en chimie. Elle termine son baccalauréat (B.A) en biologie en 1978. Elle est ensuite acceptée dans un laboratoire de génétique moléculaire de l'université du Missouri pour son doctorat (Ph.D) où elle fait la rencontre de son futur mari, James Golden. Après 2 ans à travailler dans ce laboratoire, elle se passionne sur les cyanobactéries et la recombinaison d'ADN. Elle étudie plus spécifiquement Synechococcus elongatus lors de son post doctorat à l'université de Chicago. Elle continue à faire des études sur les cyanobactéries en étudiant la régulation des gènes de la photosynthèse par la lumière et c’est ainsi, en cherchant les mutations qui causaient la décomposition de la régulation lumineuse des gènes, qu’elle se mit à étudier l’horloge circadienne de cette espèce afin de répondre à ses questionnements.
En 1986, elle se joint à l'université A&M du Texas comme membre de la faculté de biologie.

## Recherches

### Synechococcus elongatus
Synechococcus elongatus (S.elongatus) est une cyanobactérie unicellulaire qui vit principalement dans les milieux marins. De forme largement ovale ou en bâtonnet de type filamentaire, elle vit de façon solitaire ou agglomérée en groupe. Elle est reconnaissable par sa couleur bleu-vert pâle. Cette espèce est photoautotrophe, ce qui signifie qu’elle utilise la lumière comme source d’énergie et le CO2 comme source de carbone. S.elongatus est un organisme expérimental important, car les souches se développent bien dans différents types de cultures. Pour ces raisons, Susan Golden utilisa cette espèce pour avancer ces expérimentations sur la régulation des gènes de la photosynthèse par la lumière. 

### Découverte du complexe kai
Grâce à des lunettes de vision nocturne, Golden mesura l’expression génique dans les cellules vivantes en attachant les gènes qu’elle étudiait à un gène de luciférase, un enzyme bioluminescent venant de la luciole. Elle a pu observer les émissions lumineuses des bactéries qui étaient placées dans l’obscurité et voir que celles-ci changeaient lorsqu’on les mettait en contact avec la lumière.
Carl Johnson, chercheur en rythme circadien à l'université Vanderbilt, fut alors intéressé par le travail de Golden. Celle-ci envoya à Johnson une souche de cyanobactérie marquée à la luciférase afin qu’il puisse, avec l’aide de Takao Kondo, un chercheur à l’université de Nagoya au Japon, observer la bioluminescence et faire des liens avec son rythme circadien. Ces expériences génétiques et biochimiques ont permis d’identifier les composants clés de l’oscillateur circadien de S. elongatus. En 1993, l’équipe composé de Golden, Johnson et Kondo publièrent leurs résultats en démontrant que l’horloge d’un procaryote pourrait expliquer l’évolution des horloges biologiques des espèces plus complexes tel que les mammifères,. En 1998, Golden et ses collaborateurs ont finalement affirmé que l’oscillateur de la cyanobactérie S.elongatus, l’organisme le plus simple ayant un horloge circadienne, est basé sur une boucle rétroactive négative contrôlée par l’expression de l'agrégation des gènes kaiA, kaiB et kaiC. La découverte du complexe Kai a été déterminée à l’aide de l’isolation par immunoblot de mutants de l’horloge de la cyanobactérie,. L'approche d’identification de gènes utilisée par Susan Golden et ses collaborateurs est nommée la génétique inverse, où la fonction d’un gène inconnu est recherchée à l’aide des phénotypes des mutants de ceux-ci.

### Horloge circadienne
Les études de Susan Golden et de ses confrères se sont penchées sur les composants de l’horloge des organismes photosynthétiques comme la cyanobactérie Synechococcus elongatus, qui convertissent l’énergie de la lumière en énergie chimique par la photosynthèse, ce qui génère la production d’ATP à partir de l’ADP, ce processus variant en fonction des conditions de lumière et d'obscurité,. Ces organismes possèdent un système circadien, qui comprend un oscillateur et une boucle de rétroaction avec des rythmes d’environ 24h,. Les études génétiques de Golden ont permis d’identifier trois protéines qui sont au centre de cette horloge. L’oscillateur circadien a été reconstitué in vitro avec ces trois protéines, soient Kai A, B et C, ainsi que de l’ATP. Ce modèle a permis de comprendre le rôle de celles-ci dans la machinerie oscillatoire circadienne. KaiC possède des activités enzymatiques ATPase, autokinase ainsi qu’autophosphatase, alors que les protéines KaiA et KaiB ne présentent pas d'activité autokinase, mais ces dernières jouent un rôle important dans le rythme d’autophosphorylation de la protéine KaiC. En effet, l'ajout de la protéine KaiA in vitro à la protéine KaiC augmente le rythme d’autophosphorylation de KaiC. L'ajout de KaiB forme un complexe avec KaiA, ce qui donne la chance à KaiC de s’autodéphosphoriler, car il n’y a plus de stimulations entre KaiA et KaiC,,,. Ainsi, Golden s’est intéressée plus précisément aux réponses des cellules à l’environnement qui leur permettent de calibrer un cycle de 24h. En faisant varier l’exposition de lumière avec le gène muté cikA, l’équipe de Golden a réalisé que la protéine CikA est un facteur clé dans l’horloge de S. elongatus, puisqu’il instaure l’intrant de l'oscillateur. Celle-ci contient un domaine PsR, présent aussi dans la protéine KaiA. Cette réalisation a mené Golden à trouver le rôle fondamental de KaiA dans la régulation de l’horloge, car comme CikA, elle s’attache à des quinones lorsque la cellule se retrouve dans l'obscurité. Cette réaction d’oxydation réinitialise l’horloge, car KaiA n’est plus liée à KaiC, ce qui empêche la stimulation de phosphorylation de celle-ci. De telle manière, les mécanismes de photosynthèse, qui varient en fonction du cycle jour-nuit, régulent les composants de l’horloge soit par KaiA et CikA avec l’oxydation de quinones, et par KaiC avec le ratio ATP:ADP.
Les études de Susan Golden avec la cyanobactérie se sont élargies avec d’autres collaborateurs. Elle a notamment convergé ses études avec ceux de son mari James Golden. Ensemble, ils étudient encore aujourd’hui l’importance de cyanobactéries dans la production de biocarburant. Ils ont déterminé que ces organismes, incluant S. elongatus, conservent les propriétés de compensation de température, d'entraînement et de précision qui ont été gardées au cours de l’évolution et peuvent être observées autant chez les bactéries que chez les humains. C’est pour cette raison qu’une bactérie unicellulaire, qui dépend de la photosynthèse de façon autotrophe, peut être utilisée pour produire des biocarburant, en utilisant les rayons du soleil comme source d’énergie. S. elongatus est une cyanobactérie qui se divise rapidement tout en gardant son rythme circadien ce qui la rend idéale pour son utilisation en laboratoire.